# Acceso Sur a Santiago
El Acceso Sur a Santiago es una autopista chilena de 47 km de longitud que comunica la Avenida Américo Vespucio, en la comuna de La Granja, ciudad de Santiago, con la Ruta 5 en el sector de Angostura.

## Historia
Fue diseñada para crear una alternativa de ingreso al sector sur de Santiago desde la Ruta 5 a la Avenida Américo Vespucio. En 1998 fue adjudicada a la concesión de la Ruta 5 Sur entre Santiago y Talca por 25 años.
Debió entrar en operaciones en el año 2002, pero una serie de problemas de gestión pública, de diseño y de deficiencias alargaron el plazo de las obras, por lo que fue inaugurada por el presidente Sebastián Piñera a inicios del año 2010.